# Policijski prepad
Policijski prepad ili talijanizam racija je naziv za akciju tijekom koje policija ili odgovarajući državni organ vrši masovno uhićenje osoba, pretresanje kuća, vozila i drugih objekata koje za svrhu ima pribavljanje dokaza o ili zaustavljanje protuzakonite djelatnosti. Racije se u pravilu provode iznenada, kako bi se njome obuhvaćenim osobama spriječio bijeg ili uništavanje kompromitirajućih dokaza. 

## Etimologija
Riječ racija dolazi od talijanske riječi razzia, koja, pak, predstavlja iskvareni oblik arapske riječi ghazi, odnosno gazija. Smatra se da je kao podlogu imala aktivnost arapskih i berberskih gusara koji su sve do 19. stoljeća imali običaj na prepad pustošiti talijanske obale.